# Cục Cảnh sát quản lý trại giam, cơ sở giáo dục bắt buộc, trường giáo dưỡng
Cục Cảnh sát quản lý trại giam, cơ sở giáo dục bắt buộc, trường giáo dưỡng (C10)  trực thuộc Bộ Công an Việt Nam có chức năng, nhiệm vụ giúp Bộ trưởng tham mưu với Đảng, Nhà nước các chủ trương, đường lối, chính sách pháp luật về công tác thi hành án phạt tù, thi hành quyết định xử lý vi phạm hành chính đưa vào cơ sở giáo dục bắt buộc, trường giáo dưỡng và thi hành biện pháp tư pháp giáo dục tại trường giáo dưỡng (gọi chung là thi hành quyết định đưa vào cơ sở giáo dục bắt buộc, trường giáo dưỡng); thực hiện quản lý nhà nước và tổ chức thực hiện công tác thi hành án phạt tù, thi hành quyết định đưa vào cơ sở giáo dục bắt buộc, trường giáo dưỡng và trực tiếp quản lý các trại giam, cơ sở giáo dục bắt buộc, trường giáo dưỡng, cơ sở lưu trú theo quy định của pháp luật và của Bộ trưởng; tham gia đấu tranh phòng, chống tội phạm, góp phần bảo vệ an ninh quốc gia, bảo đảm trật tự, an toàn xã hội theo quy định.

## Quá trình phát triển
Ngay từ những năm 1945, sau thắng lợi của cách mạng tháng Tám, trại giam và lực lượng Cảnh sát quản lý trại giam được hình thành ở cả 3 miền Bắc - Trung - Nam, ở Bắc Bộ có Phòng Quản trị trại giam; Trung Bộ có bộ phận trại giam thuộc Phòng Trinh sát; Nam Bộ có Trại giáo hoá thuộc Quốc gia Tự vệ cuộc tỉnh.
Ngày 7 tháng 11 năm 1950, Chủ tịch Hồ Chí Minh ký Sắc lệnh số 150/SL về "Tổ chức các trại giam" làm nhiệm vụ trừng trị và giáo hoá phạm nhân. Đây được lấy làm Ngày truyền thống của đơn vị này.
Tháng 7 năm 1953, Vụ Chấp pháp được tách thành hai vụ là Vụ Điều tra xét hỏi và Vụ Lao cải, trực thuộc Thứ Bộ Công an.
Từ tháng 9 năm 1953 thì đổi tên thành Vụ Lao động và cải tạo (V5) trực thuộc Bộ Công an.
Từ tháng 10 năm 1954, đơn vị được nâng lên thành Cục Lao cải (C51) trực thuộc Bộ Công an.
Từ tháng 9 năm 1961, đơn vi được đổi tên thành Cục Quản lý trại giam (C51) trực thuộc Bộ Công an.
Từ tháng 9 năm 1966, đơn vị được đổi số hiệu thành C54.
Từ tháng 2 năm 1973, đơn vị được đổi tên thành Cục Cảnh sát quản lý trại giam (KH6) trực thuộc Bộ Công an.
Từ tháng 6 năm 1981, đơn vi được đổi tên thành Cục Cảnh sát quản lý và cải tạo phạm nhân (C24) trực thuộc Tổng cục Cảnh sát, Bộ Công an.
Ngày 22 tháng 11 năm 1989, Bộ trưởng Bộ Nội vụ có Quyết định số 156/QĐ-BNV chuyển Cục Cảnh sát quản lý và cải tạo phạm nhân (C24) thuộc Tổng cục Cảnh sát đặt trực thuộc Bộ trưởng Bộ Nội vụ và đổi tên thành Cục Quản lý trại giam (V26).
Ngày 18 tháng 3 năm 1996, Bộ trưởng Bộ Nội vụ đã ban hành Quyết định số 105/QĐ- BNV(X13), theo đó Cục Quản lý trại giam (V26) được đổi tên thành Cục Quản lý trại giam, cơ sở giáo dục và trường giáo dưỡng (V26).
Ngày 16 tháng 9 năm 2009, Thủ tướng Chính phủ đã ban hành Nghị định số 77/2009/NĐ-CP quy định chức năng, nhiệm vụ, quyền hạn và cơ cấu tổ chức của Bộ Công an, trong đó thành lập Tổng cục Cảnh sát Thi hành án hình sự và Hỗ trợ tư pháp (Tổng cục VIII), trên cơ sở nòng cốt là Cục Quản lý trại giam, cơ sở giáo dục, trường giáo dưỡng (V26) và chức năng theo dõi hướng dẫn trại tạm giam thuộc Tổng cục Cảnh sát, chức năng hỗ trợ tư pháp thuộc Cục Cảnh sát bảo vệ.
Ngày 17 tháng 11 năm 2014, Thủ tướng Chính phủ ban hành Nghị định số 106/2014/NĐ-CP ngày 11 tháng 3 năm 2015, Bộ trưởng Bộ Công an ban hành Quyết định số 1186/QĐ BCA, theo đó Tổng cục VIII có chức năng tham mưu giúp Bộ trưởng tham mưu với Đảng, Nhà nước các chủ trương, đường lối, chính sách, pháp luật về công tác thi hành án hình sự và hỗ trợ tư pháp; thực hiện quản lý nhà nước về thi hành án hình sự trong phạm vi cả nước theo quy định; tổ chức thực hiện và thống nhất chỉ huy, chỉ đạo công tác thi hành án hình sự, thi hành biện pháp tư pháp, thi hành quyết định đưa người vào cơ sở giáo dục bắt buộc, trường giáo dưỡng, công tác tạm giữ, tạm giam và hỗ trợ tư pháp theo quy định của pháp luật và của Bộ trưởng Bộ Công an; tham gia đấu tranh phòng, chống tội phạm.
Thực hiện Nghị quyết số 22-NQ/TW ngày 15 tháng 3 năm 2018 của Bộ Chính trị về "Tiếp tục đổi mới, sắp xếp tổ chức bộ máy Bộ Công an tinh gọn, hoạt động hiệu lực, hiệu quả", ngày 6 tháng 8 năm 2018 Chính phủ ban hành Nghị định số 01/2018/NĐ- CP quy định chức năng, nhiệm vụ, quyền hạn và cơ cấu tổ chức của Bộ Công an, trong đó giải thể Tổng cục VIII để thành lập Cục Cảnh sát quản lý trại giam, cơ sở giáo dục bắt buộc, trường giáo dưỡng (C10) và Cục Cảnh sát quản lý tạm giữ, tạm giam và thi hành án hình sự tại cộng đồng (C11).

## Tổ chức
- Phòng Tham mưu
- Phòng Tổ chức - Cán bộ
- Phòng Công tác chính trị
- Phòng Công tác đảng và quần chúng
- Phòng Chuyên đề và hợp tác quốc tế
- Phòng Viễn thông và cơ yếu
- Phòng Thi hành án
- Phòng Trinh sát
- Phòng Cảnh sát bảo vệ
- Phòng Quản giáo
- Phòng Công tác cơ sở giáo dục bắt buộc, trường giáo dưỡng
- Phòng Đặc xá, miễn giảm hình phạt tù
- Phòng Công tác giáo dục
- Phòng Quản lý lao động, cải tạo và dạy nghề
- Phòng Hậu cần
- Phòng Tài chính
- Phòng Y tế và môi trường
- Phòng 18
- Phòng 19
- Phòng 20
- Thanh tra Cục
- Trung tâm Huấn luyện và bồi dưỡng nghiệp vụ
- Cụm Công tác đảng và công tác quần chúng số 1 (Cụm 1):[3]
  - Trại giam Yên Hạ, đóng tại tỉnh Sơn La.
  - Trại giam Nà Tấu, đóng tại tỉnh Điện Biên.
  - Trại giam Hồng Ca, đóng tại tỉnh Yên Bái.
  - Trại giam Vĩnh Quang, đóng tại tỉnh Vĩnh Phúc.
  - Trại giam Thanh Hà, đóng tại tỉnh Vĩnh Phúc.
  - Trại giam Phú Sơn 4, đóng tại tỉnh Thái Nguyên
  - Trại giam Tân Lập, đóng tại tỉnh Phú Thọ.
  - Trại giam Quyết Tiến, đóng tại tỉnh Tuyên Quang.
- Cụm Công tác đảng và công tác quần chúng số 2 (Cụm 2):[4]
  - Trại giam Hoàng Tiến, đóng tại tỉnh Hải Dương.
  - Trại giam Nam Hà, đóng tại tỉnh Hà Nam.
  - Trại giam Ngọc Lý, đóng tại tỉnh Bắc Giang.
  - Trại giam Quảng Ninh, đóng tại tỉnh Quảng Ninh
  - Trại giam Suối Hai, đóng tại thành phố Hà Nội
  - Trại giam Thanh Xuân, đóng tại thành phố Hà Nội
  - Trại giam Xuân Nguyên, đóng tại thành phố Hải Phòng
- Cụm Công tác đảng và công tác quần chúng số 3 (Cụm 3):[5]
  - Trại giam Ninh Khánh, đóng tại tỉnh Ninh Bình
  - Trại giam số 3, đóng tại tỉnh Nghệ An
  - Trại giam số 5, đóng tại tỉnh Thanh Hóa
  - Trại giam số 6, đóng tại tỉnh Nghệ An
  - Trại giam Thanh Lâm, đóng tại tỉnh Thanh Hóa
  - Trại giam Thanh Cẩm, đóng tại tỉnh Thanh Hóa
  - Trại giam Thanh Phong, đóng tại tỉnh Thanh Hóa
- Cụm Công tác đảng và công tác quần chúng số 4 (Cụm 4):[6]
  - Trại giam Xuân Hà, đóng tại tỉnh Hà Tĩnh
  - Trại giam Đồng Sơn, đóng tại tỉnh Quảng Bình [7]
  - Cơ sở giáo dục Hoàn Cát, đóng tại tỉnh Quảng Trị.
  - Trại giam Nghĩa An, đóng tại tỉnh Quảng Trị
  - Trại giam Bình Điền, đóng tại tỉnh Thừa Thiên - Huế [8]
  - Trại giam An Điềm, đóng tại tỉnh Quảng Nam
- Cụm Công tác đảng và công tác quần chúng số 5 (Cụm 5):
  - Trại giam Gia Trung, đóng tại tỉnh Gia Lai
  - Trại giam Đắk Trung, đóng tại tỉnh Đắk Lắk
  - Trại giam Đắk Tân, đóng tại tỉnh Đắk Lắk
  - Trại giam Kim Sơn, đóng tại tỉnh Bình Định
  - Trại giam Xuân Phước, đóng tại tỉnh Đắk Lắk
  - Trại giam A2, đóng tại tỉnh Khánh Hòa
  - Trại giam Sông Cái, đóng tại tỉnh Ninh Thuận
- Cụm Công tác đảng và công tác quần chúng số 6 (Cụm 6):[9]
  - Trại giam Đại Bình, đóng tại tỉnh Lâm Đồng
  - Trại giam Đắk P'Lao, đóng tại tỉnh Đắk Nông
  - Trại giam Huy Khiêm, đóng tại tỉnh Bình Thuận
  - Trại giam Xuân Lộc, đóng tại tỉnh Đồng Nai
  - Trại giam Xuyên Mộc, đóng tại tỉnh Bà Rịa – Vũng Tàu
  - Trại giam Thủ Đức, đóng tại tỉnh Bình Thuận
- Cụm Công tác đảng và công tác quần chúng số 7 (Cụm 7):[10]
  - Trại giam An Phước, đóng tại tỉnh Bình Dương.
  - Trại giam Cây Cầy, đóng tại tỉnh Tây Ninh[11]
  - Trại giam Phú Hòa, đóng tại tỉnh Bình Phước
  - Trại giam Tống Lê Chân, đóng tại tỉnh Bình Phước
  - Trại giam Long Hòa, đóng tại tỉnh Long An.
  - Trại giam Thạnh Hoà, đóng tại tỉnh Long An
  - Trại giam Phước Hòa, đóng tại tỉnh Tiền Giang.
  - Trại giam Mỹ Phước, đóng tại tỉnh Tiền Giang.
- Cụm Công tác đảng và công tác quần chúng số 8 (Cụm 8):[12]
  - Trại giam Bến Giá, đóng tại tỉnh Trà Vinh
  - Trại giam Cái Tàu, đóng tại tỉnh Cà Mau
  - Trại giam Châu Bình, đóng tại tỉnh Bến Tre
  - Trại giam Định Thành, đóng tại tỉnh An Giang
  - Trại giam Kênh 5, đóng tại tỉnh Hậu Giang
  - Trại giam Kênh 7, đóng tại tỉnh Kiên Giang
- Cơ sở giáo dục bắt buộc Thanh Hà, đóng tại tỉnh Vĩnh Phúc
- Cơ sở giáo dục bắt buộc Cồn Cát, đóng tại tỉnh Sóc Trăng
- Cơ sở giáo dục bắt buộc A1, đóng tại tỉnh Phú Yên
- Trường Giáo dưỡng số 2, đóng tại tỉnh Ninh Bình (thuộc cụm 3)
- Trường Giáo dưỡng số 3, đóng tại thành phố Đà Nẵng (Thuộc cụm 4)
- Trường Giáo dưỡng số 4, đóng tại tỉnh Đồng Nai (Thuộc cụm 6)
- Cơ sở lưu trú số 1
- Cơ sở lưu trú số 2
- Bộ phận thường trực tại Thành phố Hồ Chí Minh

## Tặng thưởng
- Huân chương Sao Vàng (năm 2003) [13]
- Huân chương Hồ Chí Minh (năm 1982 và 1985)[13]
- Huân chương Quân công hạng Nhất (năm 2014)
- Huân chương Bảo vệ Tổ quốc hạng Nhất (năm 2020)
- Anh hùng Lực lượng vũ trang nhân dân (năm 2007)[13]

## Lãnh đạo hiện nay
- Cục trưởng: Đại tá Nguyễn Thanh Trường
- Phó Cục trưởng:

1. Thiếu tướng Nguyễn Việt Hùng
2. Thiếu tướng Phạm Văn Thân
3. Thiếu tướng Nguyễn Ngọc Tuyến
4. Đại tá Nguyễn Văn Tuấn
5. Đại tá Vũ Trọng Chiến
6. Đại tá Phạm Minh Phong

## Cục trưởng qua các thời kỳ
- Trung tướng Hồ Thanh Đình, từ 8.2018 - 7.2020, nguyên Phó Tổng cục trưởng Tổng cục VIII
- Trung tướng Lê Minh Hùng, từ 7.2020 - 8.2024, nguyên Cục trưởng C11[14]
- Thiếu tướng Trần Văn Thiện, từ 8.2024 - nay.

## Phó Cục trưởng qua các thời kỳ
- Thượng tá Nguyễn Thanh Trường, đến tháng 11.2019, sau là Đại tá, Giám đốc Công an tỉnh Thái Bình (11/2019–10/2021), Giám đốc Công an tỉnh Hưng Yên (10/2021–nay) [15][16][17]
- Thiếu tướng Hoàng Xuân Du, từ 8.2018–nay, nguyên Phó Cục trưởng C86, Tổng cục VIII
- Thiếu tướng Nguyễn Văn Minh, từ 10.2019–nay, nguyên Giám đốc Công an tỉnh Thái Bình[18]
- Đại tá Nguyễn Văn Lộc, đến 8.2020, sau là  Phó Giám đốc Công an tỉnh Tiền Giang[19]
- Thiếu tướng Nguyễn Việt Hùng, từ 8.2020–nay, nguyên Phó Giám đốc Công an tỉnh Tiền Giang[19]